# Льнозавод (Шаталовское сельское поселение)
Льнозавод — деревня в Починковском районе Смоленской области России. Входит в состав Шаталовского сельского поселения. Население — 141 житель (2007 год).
Расположена в центральной части области в 8 км к юго-востоку от Починка, в 8 км восточнее автодороги А141 Орёл — Витебск, на берегу реки Хмара. В 4 км западнее деревни расположена железнодорожная станция Энгельгардтовская на линии Смоленск — Рославль.

## История
В годы Великой Отечественной войны деревня была оккупирована гитлеровскими войсками в июле 1941 года, освобождена в сентябре 1943 года.